# 旧戸島家住宅
旧戸島家住宅（きゅうとしまけじゅうたく）は福岡県柳川市にある江戸時代後期建築の侍屋敷。庭園は国の名勝。

## 概要
主屋は、柳川藩中老の吉田兼儔の隠居所として、文政11年（1828年）に庭園とともに建設されたとされる（寛政年間建築の伝承もある）。数寄屋風の葦葺2階建という文人趣味の主屋に掘割の水を活用した庭園を配するという、水郷柳川の侍屋敷の特徴を備えている。
後に藩主の立花家に献上され、藩の茶室として使用されたといわれている。明治維新の頃、徴発された宅地の代償として立花家から由布氏に下賜され、明治15年（1882年）頃に由布氏の転居に伴い戸島氏の所有となり、個人住宅として使用されてきた。昭和32年（1957年）に県の文化財、昭和53年1978年に国の名勝指定を経て、平成13年（2001年）に建物が柳川市に寄贈され、3年間の解体修理の後、平成16年（2004年）4月から一般公開が始まった。

## 文化財
名勝（国指定）
- 庭園（1978年8月25日指定）

福岡県指定有形文化財
- 主屋 - 江戸時代文政11年築（推定）、（1957年4月5日指定）

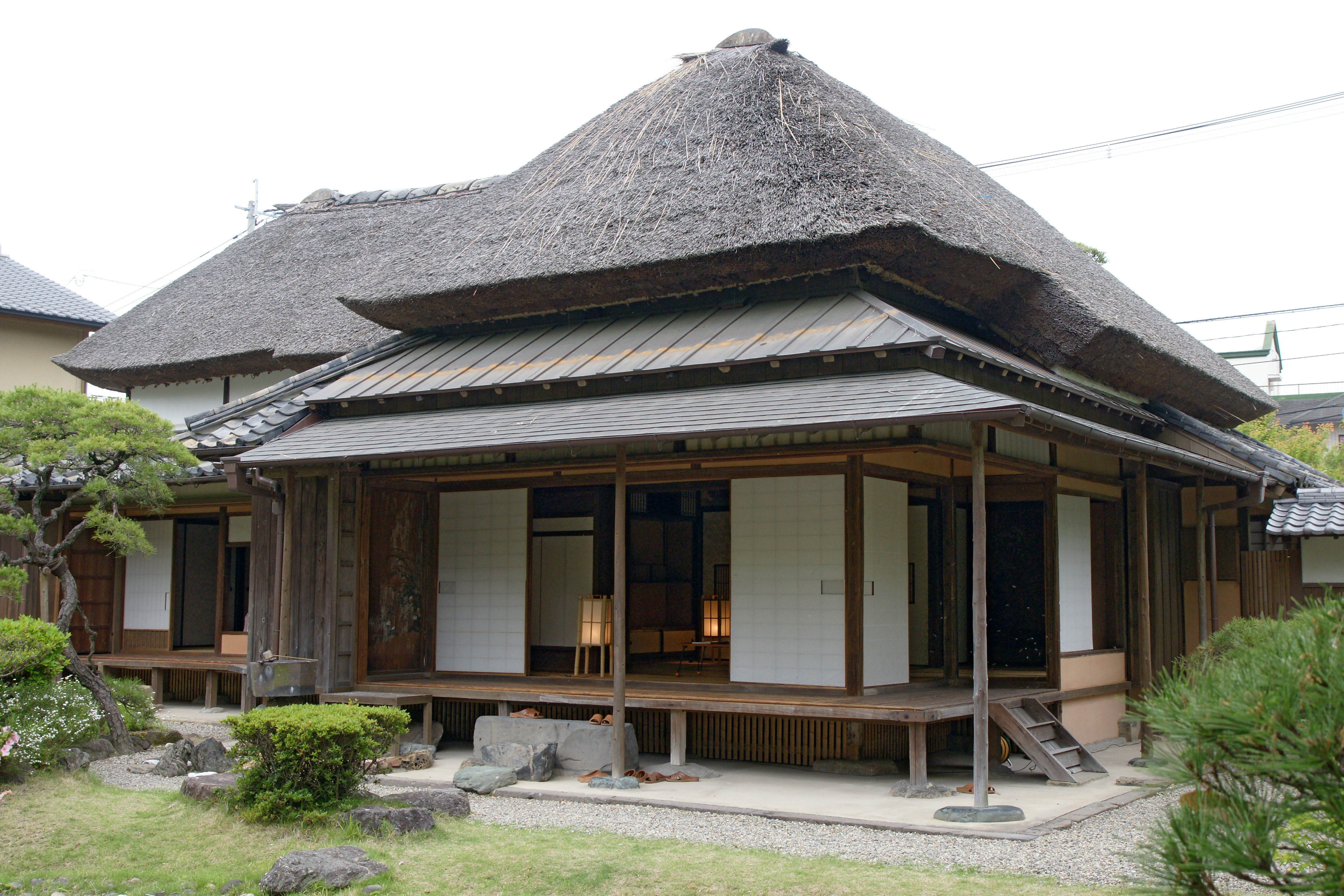
主屋外観
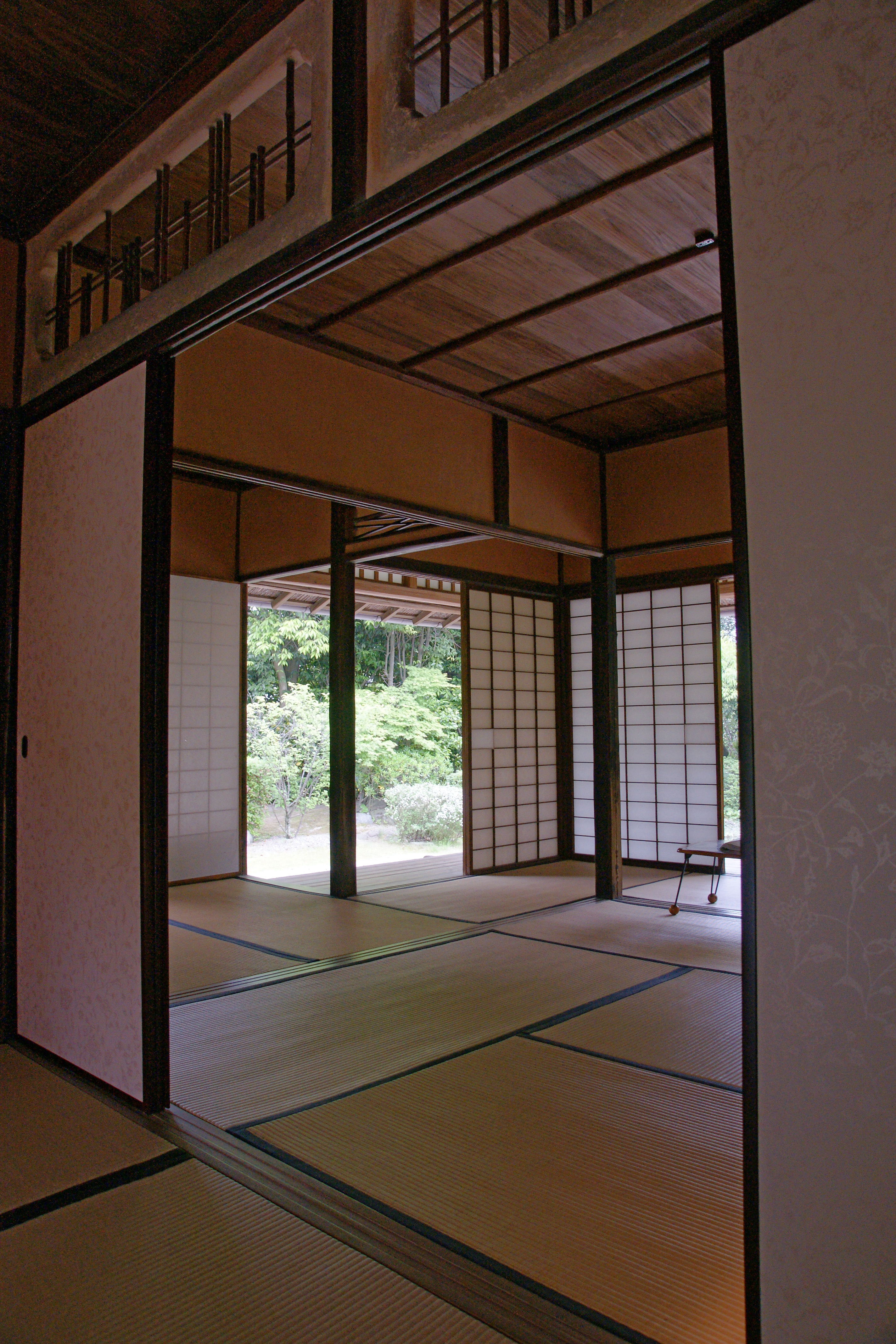
主屋内部
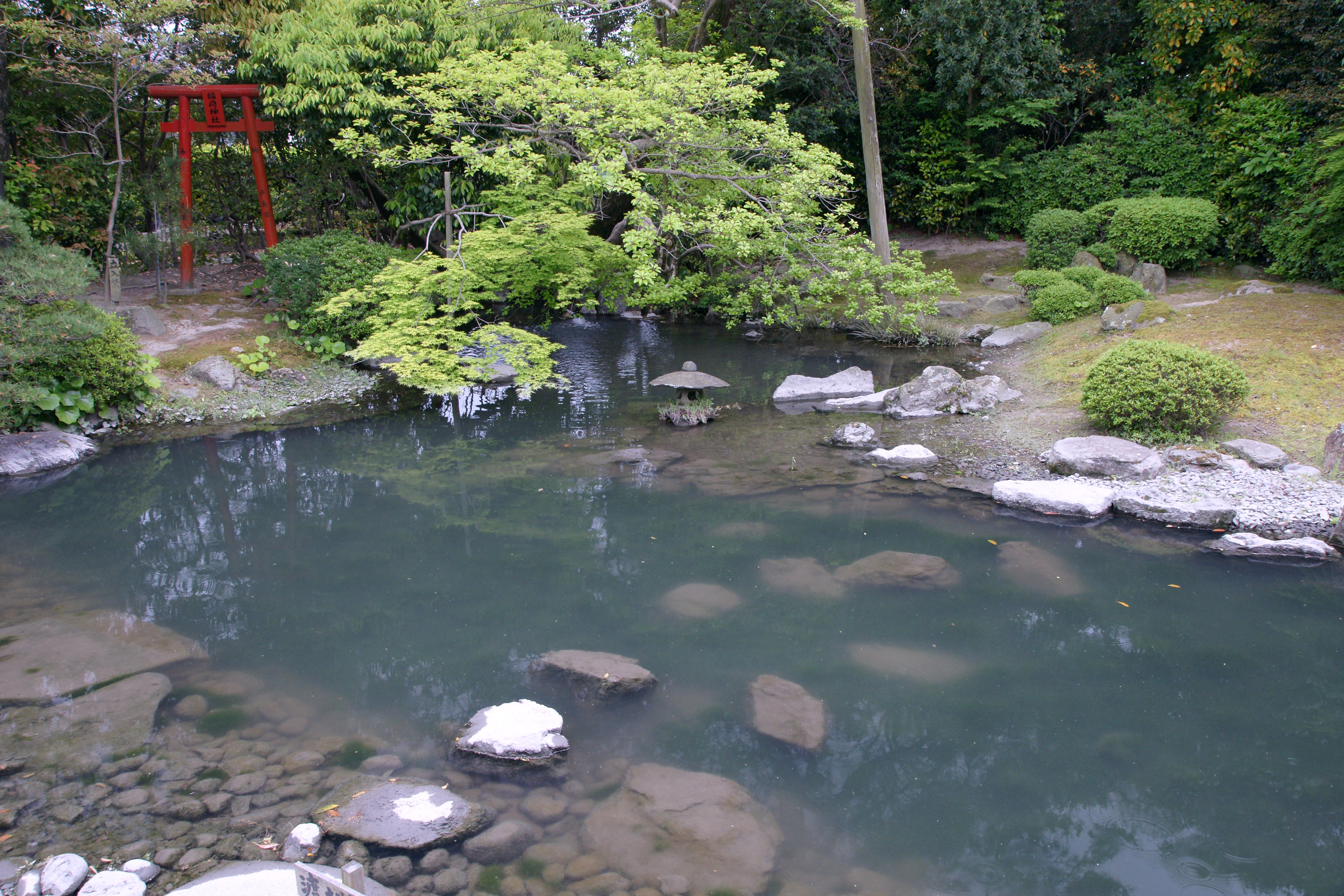
庭園

## 利用情報
- 開館時間 - 9時～17時(入館は16時30分まで)
- 休館日 - 火曜（火曜日が休日に当たるときは、その翌日）、1月1日～3日および12月29日～12月31日
- 所在地 - 〒832-0067 福岡県柳川市鬼童町49-3

## 交通アクセス
- 西鉄天神大牟田線西鉄柳川駅下車の上、
  - 西鉄バス「早津江」行きに乗車、「水天宮入口」バス停にて下車、徒歩1分
  - 同バス「早津江」行き、または「柳川病院循環」に乗車、「御花前」バス停にて下車、徒歩2分
  - 堀川バス「かんぽの宿柳川」行きに乗車、終点の同バス停にて下車、徒歩10分
  - 同駅よりタクシーで約10分
- マイカーの場合、九州自動車道みやま柳川インターチェンジより約11km。